# خليج الحيتان
تصغير|63251|سفينة أبحاث خلال مرورها بخليج الحيتان]]
خليج الحيتان (بالإنجليزية: Bay of Whales)هو ميناء من الجليد الطبيعي أو منفذ جليدي إلى القارة المتجمدة الجنوبية، يقع بالقرب من جزيرة روزفلت.

## الاكتشاف والتسمية
سمي خليج الحيتان بهذا الاسم بواسطة المكتشف البريطاني ارنست شاكلتون (Ernest Shackleton) من على السفينة نيمرود (Nimrod) في 24 من شهر يناير من عام 1908، وذلك بسبب العدد الكبير من الحيتان التي ترى في ذلك الموقع.
خدم خليج الحيتان العديد من البعثات الدولية الهامة للقارة القطبية الجنوبية بما في ذلك:
- 1910-1912: بعثة اموندوس للقطب الجنوبي بقيادة روال أمندسن (Roald Amundsen).[1]
- 1928-1930: بعثة ريشارد افلين برايد (Richard Evelyn Byrd) الأولى لاستكشاف القطب الجنوبي.
- 1933-1935: بعثة ريشارد افلين برايد (Richard Evelyn Byrd) الثانية لاستكشاف القطب الجنوبي.
- 1939-1941: بعثة الوطنية الأمريكية بقيادة ريشارد افلين برايد، الرحلة الاستكشافية الثالثة.

اكتشف المستكشوفون وعلماء البعثات أن تكوين خليج الحيتان هو تكوين متغيرة باستمرار، وأظهر مسح أجرته بعثة برايد في عام 1934 اكد أن ميزة خليج الحيتان يكمن في تقاطع بين نظامين جليديين منفصلين، وأن تحرك خليج الحيتان ناتج عن وجود جزيرة روزفلت، قائد الأسطول الأميركي غلين جاكوبسن (Glen Jacobsen) الذي زار القارة المتجمدة الجنوبية في يناير من عام 1955، وجد أن ولادة جديدة لجرف جليدي جعلت المنفذ الجليدي الكامن في خليج الحيتان غير صالحة للاستعمال مؤقتا.